# 4049 Noragalʹ
4049 Noragalʹ este un asteroid din centura principală, descoperit pe 31 august 1973 de Tamara Smirnova.